# Cerastoderma
Pour les articles homonymes, voir Coque.
Genre
Cerastoderma (du grec kerastes et derma, littéralement « peau cornée ») est un genre de mollusques bivalves vivant dans la zone de balancement des marées et appelés coques ou bucardes.
Dans les pays francophones la Coque commune (Cerastoderma edule) est la plus consommée.

## Liste des espèces
Selon World Register of Marine Species (1 juin 2016) et NCBI (1 juin 2016) :
- Cerastoderma edule (Linnaeus, 1758)
- Cerastoderma glaucum (Poiret, 1789)

Selon ITIS (1 juin 2016) et Animal Diversity Web (1 juin 2016) :
- Cerastoderma edule (Linnaeus, 1758) - Coque commune ou Coque blanche
- Cerastoderma elegantulum Beck, 1842
- Cerastoderma glaucum (Poiret, 1789) - Coque glauque
- Cerastoderma lamarcki
- Cerastoderma pinnulatum (Conrad, 1831)

Espèce fossile :
- Cerastoderma hostiei

## Description
Il s'agit des coquillages fouisseurs et filtreurs qui vivent à peine enfoncés dans le sable ou la vase.
Deux siphons très courts permettent à la coque d'entretenir avec l'eau de mer environnante un courant d'eau assurant la respiration et l'alimentation.
Les coquilles des coques ont une forme de cœur, sont couvertes de côtes et présentent une couleur blanche parfois légèrement striée de brun ou de noir (les stries foncées de la coquille marquent plus ou moins fidèlement les hivers ou des arrêts de croissance). Elles renferment et protègent l'animal qui a la taille d'une petite noix blanche, charnue et un peu ferme, munie d'une petite crête orange, le corail.

## Répartition
On trouve Cerastoderma edule plus particulièrement dans les estuaires et les baies sableuses. Sa répartition va de la Norvège au Portugal. On peut la retrouver jusqu’au Sénégal. Elle vit sur une large proportion de la zone de balancement des marées.

## Reproduction
Une coque vit en moyenne deux à quatre ans, mais exceptionnellement jusqu'à dix ans. la maturité sexuelle est atteinte dès la deuxième année (taille d’environ 20 mm ; 15 à 18 mois, plus vite si l'eau est moins froide et certains auteurs ont noté une reproduction dès la première année si leur croissance est très rapide (Seed & Brown, 1977). La maturité sexuelle semble plus dépendre de la taille que de l’âge des individus (Kristensen 1957 ; Hancock et Franklin, 1972). Elle peut être atteinte en quelques mois en baie de Somme (Lemoine et al, 1988) jusqu’à deux ans en Irlande du nord (Seed et Brow, 1977).
Les coques sont gonochoriques (sexes séparés), il y a donc des individus mâles et des individus femelles. Mâles et femelles émettent leurs semences et ovules dans l’eau entre mars et juillet. Le comportement de ponte serait induit par un accroissement de la température plutôt qu’à une valeur absolue de celle-ci. La littérature est unanime à reconnaître qu’un hiver rigoureux stimule la reproduction en synchronisant les émissions de gamètes des deux sexes et en provoquant une meilleure fertilité.

## Écologie
La coque est un suspensivore actif (elle capte le plancton qu'elle filtre dans l'eau). Elle vit en surface du sédiment, dans les premiers centimètres et se nourrit par un double siphon. Elle peut s'enfoncer brutalement d'un centimètre ou deux par rétraction du pied qui l'ancre dans le sable, ce qui lui permet d'échapper aux prédateurs (des oiseaux ou l'homme essentiellement).
En tant qu'animaux filtreurs, elles peuvent accumuler certains toxiques non biodégradables (métaux lourds par exemple) ou certains polluants organiques (pesticides, PCB et autres organochlorés, etc.), dont certains sont susceptibles d'être des perturbateurs endocriniens ayant des impacts sur les populations de coques elles-mêmes mais aussi sur les hommes qui les consommeraient.

## Parasites
Certains des parasites qui l'infestent pourraient parfois modifier son comportement : elle se laisse alors plus facilement capturer et manger par des oiseaux ou d'autres espèces et diffuse ainsi les œufs ou larves de parasites.
Le parasitisme des coques est localement fréquent, voire presque systématique, souvent par des trématodes tels que :
- Meiogymnophallus minutus (dont le cycle de développement passe par trois hôtes : scrobiculaire, coque et huîtrier pie),
- Paravortex cardii (platyhelminthe turbellarié qu’on trouve dans le tractus intestinal de la coque),
- Himasthla sp. (qui effectue son cycle via l’hydrobie, la coque et le goéland ou l’huîtrier pie) ou d’autres dont Labratrema minimus (qui effectue son cycle via le gobie, la coque et le bar, et qu’on trouve dans l’hémolymphe, la glande digestive et les gonades),
- Gymnophallus choledocus (dont le cycle semble impliquer la coque, des vers annelés et des oiseaux marins),
- Mytilicola intestinalis (qui parasite l’intestin de la coque).

La pollution peut affaiblir les défenses immunitaires des coques et favoriser le parasitisme, de même que l’augmentation de la température de l’eau (on a montré que dans une eau de moins de 17 °C, aucune coque n’est infestée par Himasthla quissetensis).
Une température très élevée (plus de 23 °C) défavorise aussi ce type de parasites, car les cercaires sont le plus abondamment libérés dans l’eau à 19 et 20 °C.

## Pêche et utilisation culinaire

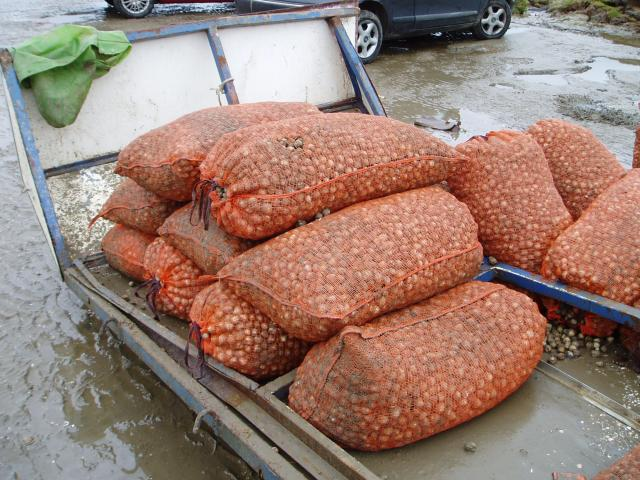
Coques telles que livrées par les pêcheurs professionnels

L'espèce la plus répandue sur les côtes européennes est Cerastoderma edule (ou « coque commune » ou « coque blanche »).
La coque est abondante sur les littoraux de l'Atlantique et de la Manche, dans les zones sablonneuses.
Bien que pouvant être une source d'intoxication alimentaire lorsque non fraiche et/ou si ramassée dans les estuaires ou sur des littoraux situés en aval de rejets industriels ou urbains mal épurés, elle est consommée dans plusieurs pays dont le Royaume-uni, la France, l'Espagne et l'Allemagne.
Elle fait parfois l'objet d'élevages, dans des entreprises de cérastoculture.
Lors de certaines grandes marées estivales, la pêche aux coques donne lieu à de grands rassemblements de pêcheurs amateurs sur les grèves. l'impact écologique de ces prélèvements fait l'objet d'évaluation dans certains sites.
Pour la consommation, il est conseillé de la laisser dégorger afin qu'elle évacue le sable contenu dans la cavité palléale. Il suffit ensuite de les faire ouvrir à chaud dans un faitout et d'extraire ensuite la noix et le corail, qui peuvent servir, par exemple, à garnir un plat de tagliatelles ou encore entrer dans la composition de diverses salades.

## Réglementation
La pêche professionnelle implique de disposer d'un permis en règle. Pour les amateurs, la loi impose en France aux particuliers de la pêcher à pied sans utilisation de râteaux ou d'autres gros outils autres que le « gratte-à-main », petit outil à main doté de trois doigts métalliques. Il suffit de gratter le sable humide sur quelques centimètres.
En France la taille légale de capture est de 3 cm le long de la façade atlantique et 2.7 cm sur la façade méditerranéenne.

## Risques pour la santé
Des coques ayant grandi dans une eau et un sable ou sédiment parfaitement propres sont a priori bonnes pour la santé, mais cet animal peut filtrer et concentrer de nombreux microbes (bactéries, virus) ou toxines qui peuvent être source d'intoxication. La cuisson ne limite généralement pas ce risque.
Un risque d'intoxication alimentaire existe aussi dans le cas d'animaux peu frais.
Enfin, un nouveau risque a été identifié en matière de santé reproductive : certains polluants (détergents..) des eaux côtières et estuariennes sont une source d’altérations hormonales chez les coques (coques blanches) qui induisent l’apparition de caractères femelles chez les mâles, et ces altérations pourraient non seulement affecter les populations de coques (faute de mâles reproducteurs), mais aussi secondairement affecter la fertilité des humains (par délétion de la spermatogenèse) qui mangent ces coquillages filtreurs. C’est la conclusion d’une étude faite au Portugal dans l'estuaire du fleuve Guadiana par d’une équipe de chercheurs. Le problème trouve notamment son origine dans le fait que les stations d’épuration ne sont pas équipées pour traiter correctement les hormones (de la pilule contraceptive) présentes dans les urines déversées dans les effluents urbains.

## Menaces, statut des espèces
Les coques sans être menacées de disparition à court terme sont localement en voie de régression. En tant qu'animal filtreur elles sont vulnérables aux polluants qu'elles bioconcentrent (métaux lourds et pesticides notamment, apportés de manière chronique par les cours d'eau). Comme elles vivent sur l'estran et dans les 2-3 premiers centimètres de substrat, elles sont vulnérables aux extrêmes climatiques (hivers très froids et été caniculaires). Elles sont également protégées des UV par la hauteur de colonne d'eau. 
Kristensen (1957) a déterminé que l'espèce meurt à 36 °C et est très stressée à 34 °C (surtout juste après la ponte). Le naissain de 3-6 mm résiste cependant mieux que l'adulte (qui est encore plus vulnérable juste après la ponte). Normalement à marée basse, l'évaporation de l'eau maintient le sable ou le sédiment assez frais, mais en 1982 et 1983 des températures de 40 °C avaient déjà été enregistrées en surface du sable dans la baie de Somme. Ces années ont enregistré des taux très élevés de mortalité de coques, alors que la gamétogenèse ne présentait pas d'anomalie. Il existe une composante "marégraphique" et/ou liée à l'étiage de cours d'eau alimentant les baies : la conjonction d'une grande marée basse, d'un étiage bas et d'une journée caniculaire peut aggraver la mortalité en exposant plus longuement les coques à la déshydratation et/ou à une température trop élevée pour elles.
Ifremer avait déjà constaté un effondrement des populations de coques en baie de Somme en 1976 (année à été sec et caniculaire) (production alors passée de 3000t/an à 600t) en baie de Somme, qui a justifié un réensemencement en naissain, renouvelé en 1984 après une nouvelle périclité de la ressource, sans toutefois permettre de la reconstituer puisque le gisement n'a pas même pu être exploité en 1985-86 et ce n'est que fin 1986 que la population a semblé commencer à se reconstituer (les chercheurs ont noté une mortalité alarmante des adultes en 1982 et 1983, et aussi des jeunes recrues nées en 1986, « empêchant tout rétablissement du gisement et par suite toute perspective de retour à une exploitation normale »). 
En baie de Saint-Brieuc un peu plus tard (de 1988 à 2001) un phénomène comparable a justifié un programme de recherche (lancé en 2001) évaluant plus finement et annuellement le stock (avec comparaisons à d'autres sites pour mieux évaluer les seuils de surexploitation, et détecter d'éventuelles causes communes, en distinguant par exemple des pollutions chronique ou accidentelles et des effets de long termes du dérèglement climatique et/ou d'effets d'évolution biosédimentaire du milieu),. Les coques de baie de Somme sont à âge égal plus grandes et plus lourdes que celles d'Irlande, de plus, le parasitisme n'explique pas leur régression ou en tous cas n'a pas d'effets démontrés sur la gamétogenèse de la coque ou une réduction des pontes . Or les mortalités de larves et juvéniles observées en baie de Somme sont depuis les années 1980 nettement plus intenses que dans d'autres sites comparables, ce qui plaide pour un problème environnemental local non encore élucidé, s'ajoutant éventuellement aux effets du dérèglement climatique .
En baie de Somme il a été noté depuis 1981 que quand les coques régressent un ver polychète (Pygospio elegans développe fortement ses populations (jusqu'à 200000 individus par m2), ce qui évoque une influence réciproque (encore mal comprise) entre les coques et ce ver , phénomène qui avait déjà été observé au Danemark dès 1930 par SMIDT (1951).